# The Mason Brothers
The Mason Brothers es una película estadounidense dirigida y protagonizada por Keith Sutliff, enmarcada en el género de crimen y thriller dramático.

## Argumento
Unos ladrones de bancos profesionales planifican un golpe de diez millones de dólares en el centro de Los Ángeles. Inesperadamente la operación sale mal y uno de los hermanos del grupo muere en el acto. El líder y hermano mayor del grupo, Ren Mason contrata un cazador de recompensas para descubrir quien los traicionó y, sobre todo, asesinó su hermano.

## Reparto
- Keith Sutliff como Ren Mason.
- Brandon Sean Pearson como Jesse Mason.
- Matthew Webb como Gage.
- Tim Park como Jerry.
- Julien Cesario como Fredrick.
- Carlotta Montanari como Allena.
- Michael Rayan Whelan como Orion Mason.
- Erica Souza como Violet.
- Alexandra Rousset como Helen.
- Gregory Grodon como Diego.
- Pelé Kizy como Cyrus.
- Steve Bethers como Lance.
- David Trevino como Tony.
- Nazo Bravo como Adrian.

## Banda sonora
Keith Sutliff decidió contar con la colaboración del compositor italiano Federico Vaona para la realización de la banda sonora y del sonido.

## Premios Hollywood Weekly Film Festival
En los Premios Hollywood Weekly Film Festival Los Angeles 2017:
| Categoría                 | Receptor       | Resultado |
| ------------------------- | -------------- | --------- |
| Mejor película            | Keith Sutliff  | Ganadora  |
| Mejor director            | Keith Sutliff  | Nominado  |
| Mejor director de casting | Keith Sutliff  | Nominado  |
| Mejor banda sonora        | Federico Vaona | Ganador   |